# Haplochromis macrognathus
Haplochromis macrognathus là một loài cá đã tuyệt chủng thuộc họ Cichlidae. Chúng là loài đặc hữu của Hồ Victoria.